# هایدن والش
هایدن والش (انگلیسی: Hynden Walch؛ زادهٔ ۱ فوریهٔ ۱۹۷۱) هنرپیشه و صدا پیشه اهل ایالات متحده آمریکا است. وی از سال ۱۹۹۲ میلادی تاکنون مشغول فعالیت بوده‌است.

## گزیدهٔ آثار

### سینما
- افسانه شاهدخت کاگویا (۲۰۱۳)
- گیسوکمند (۲۰۱۰)
- بتمن: شوالیه گاتهام (۲۰۰۸)
- تام سایر (۲۰۰۰)
- جری مگوایر (۱۹۹۶)
- روز دوم ماه فوریه (۱۹۹۳)

### تلویزیون
- تایتان‌های نوجوان به پیش (۲۰۱۳)
- گورن لاگان (۲۰۰۷)
- افسون‌شده (۲۰۰۰)
- راگرتز (۱۹۹۹)
- نمایش درو کری (۱۹۹۷)
- قانون و نظم (۱۹۹۷)

### بازی‌های ویدئویی
- فاینال فانتزی ۲–۱۳ (۲۰۱۲)
- کراش تیم ریسینگ (۱۹۹۹)